# 台湾語
台湾語（たいわんご、白話字:Tâi-oân-oē、繁: 臺灣話、英: Taiwanese）または福佬語/河洛語/学老語（ホーローご）、台湾閩南語（たいわんびんなんご）とは、台湾人口の86%以上を話者とする言語である。
台湾の客家人や台湾原住民ら他言語を話す台湾人の中にも理解し話せる人もいる。台湾語の母語話者は河洛人（ホーロー、福佬または学老）と呼ばれる。また、同じ台湾語でも地方により若干の発音の訛りや語の違いがある。例を挙げれば、「台語」のことを高雄近辺では Tâi-gí、台北近辺では Tâi-gú と発音するが、その違いは他の言語の方言に比べて大きなものではなく、相互理解に支障を来たすものでもない。近年標準的な方言と見なされているものは、高雄市とその周辺の高雄方言であり、教材の多くはこの方言を用いている。

## 分類
台湾語は、福建省南部で話されている閩南語（Bân-lâm-gú、Hokkien）から派生し、独自の発展を遂げた変種であるが、部分相互理解が可能である。伝統的に、台湾語は 中国語という大きなグループ内の方言と見なされている。伝統的な分類に従えば、以下のような階層構造で表される:
シナ・チベット語族 > シナ語派 > 中国語 > 閩語 > 閩南語 > 泉漳語 > 台湾語
台湾人の祖先は、17世紀から19世紀にかけて福建から移住してきた人たちが大半であり、その言葉が基礎になって広まったため、台湾語は閩語の南部方言である閩南語に似ている。台湾語の語彙は、口語音系と文語音系とに分けられる。文語音系は中古漢語に基づくものであり、10世紀に閩語にて発達し、台湾へは知識人がもたらしたものである。この台湾文語音系にもとづく文語文（文章では）はかつて公的な場面で用いられたが、現在は一部台湾語読みの聖書、一部古典文芸、仏教典などに残るのみで、ほぼ廃れている。
盧溢棋や、李勤岸（ハーバード大学、Lí Khîn-hoāⁿ、Tavokan Khîn-hoāⁿ）などの研究者による最近の業績は王育徳などの研究者による以前の研究に基づくものである。

## 音韻
音韻的には、台湾語は非常に発達した連続変調規則を持つ声調言語である。一音節には頭子音、母音、末子音が含まれる。
ここでは、国際音声記号のほか、白話字、注音符号にて表記する。

### 子音
子音には次のようなものがある。
|        |        | 両唇音        | 両唇音      | 歯茎音             | 歯茎音      | 歯茎硬口蓋音         | 歯茎硬口蓋音 | 軟口蓋音      | 軟口蓋音     | 声門音       |
| 無声音 | 有声音 | 無声音        | 有声音      | 無声音             | 有声音      | 無声音               | 有声音       | 無声音        |              |              |
| ------ | ------ | ------------- | ----------- | ------------------ | ----------- | -------------------- | ------------ | ------------- | ------------ | ------------ |
| 鼻音   | 鼻音   |               | [m] m ㄇ 毛 |                    | [n] n ㄋ 耐 |                      |              |               | [ŋ] ng ㄫ 雅 |              |
| 破裂音 | 無気音 | [p] p ㄅ 邊   | [b] b ㆠ 文 | [t] t ㄉ 地        |             |                      |              | [k] k ㄍ 求   | [ɡ] g ㆣ 語  | [ʔ] （無）英 |
| 破裂音 | 有気音 | [pʰ] ph ㄆ 波 |             | [tʰ] th ㄊ 他      |             |                      |              | [kʰ] kh ㄎ 去 |              |              |
| 破擦音 | 無気音 |               |             | [ʦ] ch,ts ㄗ 曾    | [ʣ] j ㆡ 熱 | [ʨ] chi,tsi ㄐ 尖    | [ʥ] ji ㆢ 入 |               |              |              |
| 破擦音 | 有気音 |               |             | [ʦʰ] chh,tsh ㄘ 出 |             | [ʨʰ] chhi,tshi ㄑ 手 |              |               |              |              |
| 摩擦音 | 摩擦音 |               |             | [s] s ㄙ 衫        |             | [ɕ] si ㄒ 時         |              |               |              | [h] h ㄏ 喜  |
| 接近音 | 接近音 |               |             |                    | [l] l ㄌ 柳 |                      |              |               |              |              |

近年では [ɡ] が [ʔ] に、[ʣ]・[ʥ] が [l] に同化する現象が見られる。

### 母音
母音には次のようなものがあり、方式によって表記に違いがある。
|          | 前舌母音    | 前舌母音         | 中舌母音    | 後舌母音        | 後舌母音         |
| 基本     | 鼻音化      | 基本             | 基本        | 鼻音化          |                  |
| -------- | ----------- | ---------------- | ----------- | --------------- | ---------------- |
| 狭母音   | [i] i ㄧ 衣 | [ĩ] iⁿ,inn ㆪ 圓 |             | [u] u ㄨ 污(u)  | [ũ] uⁿ,unn ㆫ 張 |
| 中央母音 | [e] e ㆤ 禮 | [ẽ] eⁿ,enn ㆥ 生 | [ə] o ㄜ 蚵 | [ɔ] o͘ ,oo ㆦ 烏 | [ɔ̃] oⁿ,onn ㆧ 惡 |
| 広母音   | [a] a ㄚ 查 | [ã] aⁿ,ann ㆩ 衫 |             |                 |                  |

白話字の母音 o は非円唇後舌半狭母音で、あいまい母音（シュワー）と類似している。それとは対照的に、o͘ は円唇後舌半広母音で、やや口を開いて唇をすぼめる。日本統治時代の台湾語仮名では「ヲ」「オ」で表記されている。
加えて、二重母音や三重母音が多くある（例えばiau）。また、母音 mやngは単独で音節となりうる。鼻音ではない母音と鼻母音は対をなすことが多い。例えば、aは普通の母音であるが、aⁿは同じ調音位置で発音する鼻母音である。

### 声調
すべての音節に声調がある。声調は7つある。伝統的に1 - 8と数字で表され、鹿港鎮などごく一部地域を除く大部分の地域では第2声と第6声とは同じ声調を表す。例えば、音節aを声調つきで示すと次のようになる:
1. a;  高平
2. á;  降下
3. à;  低平
4. ah;  低止
5. â;   上昇
6. ǎ。ただし台湾語の殆どでは第2声に合流している。
7. ā;  中平
8. a̍h;  高止

伝統的な言語分析では、声調を5段階で記述し（声調を表す番号の右の数字は、レベル5が最も高く、レベル1が最も低いことを示す）、それを中古漢語の声調と結び付けている（下記では、その中古漢語の声調名が示されている）:
1. 44; 陰平
2. 51; 陰上
3. 31; 陰去
4. 3;  陰入
5. 24; 陽平
6. 陽上。ただし台湾語の殆どでは陰上声に合流している。
7. 33; 陽去
8. 5;  陽入

また、（一例として）参考文献にあるWi-vun Taiffalo Chiung'の現代音韻分析を参照。上記の分類に異議を唱えている。
第4声と第8声では、末子音にh、p、t、kの内破音が生じる。末子音がp、t、kの場合、その音が鼻音になることは不可能であり、これらはそれぞれ、他の声調の鼻子音m、n、ngに対応している。siaⁿhのように、第4声や第8声での末子音がhの場合は、その音節が鼻音になることが可能である。
軽声は、動詞の行為の拡張や名詞句の終わりなどを示す際に現れる。軽声を表記する際は、前の音節とdouble dash（--）を介して表記することが多い。
台湾北部で話される方言では、第4声と第8声の区別がない。いずれも第4声として発音され、後述する連続変調規則も第4声の規則が適用される。

### 音節構造
音節は、子音の間に母音（単母音 or 二重母音 or 三重母音）が必要である（ただし、子音であるmやngも、例外的に母音のように音節主音として機能する場合がある）。全ての子音は語頭に生じうる。子音p, t, k, m, n, ng（hを含める人もいる）は音節末に生じうる。故に、ngiau（"かゆみ（をかく）"）やthng（"スープ"）などが可能である。第二の例では鼻音ngが音節主音である。

### 連続変調

台湾語における連続変調（漳は漳州訛り、泉は泉州訛りを表す）

台湾語には非常に多くの連続変調規則がある。発話の際、最後に発音される音節のみがこの規則の適用を受けない。'発話'とは何かという問題は、この言語の研究では熱いトピックである。概略的に言えば、発話は語、句、短文と考えられうる。下記の連続変調規則の記述は伝統的な説明方法にのっとったものであり、教育上記憶しやすい配列をなしている。影響を受ける音節（つまり、発語の最後の音節以外の全て）の声調がどのように変調するかは下記の通りである。
- 元の声調が第5声ならば、第7声で発音せよ。
- 元の声調が第7声ならば、第3声で発音せよ。
- 元の声調が第3声ならば、第2声で発音せよ。
- 元の声調が第2声ならば、第1声で発音せよ。
- 元の声調が第1声ならば、第7声で発音せよ。
- 元の声調が第8声で語末子音がhでなければ(つまりp、t、kであれば)、第4声で発音せよ。
- 元の声調が第4声で語末子音がhでなければ(つまりp、t、kであれば)、第8声で発音せよ。
- 元の声調が第8声で語末子音がhであれば、第3声で発音せよ。
- 元の声調が第4声で語末子音がhであれば、第2声で発音せよ。

## 語彙
台湾語の語彙の出自について概観する。近年の言語研究によれば、(by Robert L. Cheng and Chin-An Li, for example) わずかの例外（およそ10% - 25%）を除き、大半の台湾語の語は他の中国語方言と同系語であるとしている。一方で、同系語であるかどうかよく分からない、漢字形態素による語構成であるとはっきり断定することのできないものも存在する。例えば、有名なものでchhit-thô（チットヲ、遊び）がある。その中のいくつかは、最近南方のシナ諸語の周縁言語グループであるタイ・カダイ諸語、ミャオ・ヤオ諸語、オーストロアジア語族、オーストロネシア語族などとの対照研究が進み、そうした非漢語系言語の残存であるという指摘もなされている。こうした漢語起源ではない語をあえて漢字で表記する場合は、意味や発音の似た漢字を当てて表記したり、日本における国字のように新たに創作した独自の漢字で表記する場合もある。最近の台湾語文字化運動では、明らかな漢語部分は漢字で、そうでないものはローマ字で混合表記する「漢羅」という表記方法が提唱され、いくつかの出版物も出ている。
以下に代表的な借用語を表にまとめた。

### 平埔族の言語が由来の語彙
| 台湾語             | 日本語                             | 平埔族語        | 国語 （台湾華語） |
| ------------------ | ---------------------------------- | --------------- | ----------------- |
| a-se               | 漠然としていて事情がわからないさま | シラヤ語：assey | 茫然不知實情      |
| khan-chhiú（牽手） | 妻                                 | シラヤ語由来    | 妻子、夫人        |

### マレー語由来の語彙
| 台湾語     | 日本語     | マレー語 | 国語 （台湾華語）      |
| ---------- | ---------- | -------- | ---------------------- |
| sai-kok-bí | サゴパール | sagu     | 西谷米（拼音: xīgǔmǐ） |
| pin-nn̂g    | ビンロウ   | pinang   | 檳榔（拼音: bīnláng）  |
| Lián-bū    | レンブ     | jambu    | 蓮霧（拼音: Liánwù）   |

### オランダ語由来の語彙
| 台湾語    | 日本語   | オランダ語    | 国語 （台湾華語）  | 備考                                             |
| --------- | -------- | ------------- | ------------------ | ------------------------------------------------ |
| kah（甲） | エーカー | akker         | 甲（土地面積單位） | オランダの面積の単位モルゲンが由来               |
| pa̍k       | リース   | pacht/pachten | 承包、承租         | オランダ東インド会社が台湾で実行していた請負制度 |

### 日本語由来の語彙
台湾語の語彙には日本統治時代に流入した日本語起源の語彙がいくつかある。

#### 台湾語で発音する語彙
| 台湾語 | 白話字                 | 日本語 | 国語 （台湾華語） | 備考 |
| ------ | ---------------------- | ------ | ----------------- | --- |
| 便當   | piān-tong              | 弁当   | 便當              | |
| 味素   | bī-sò͘                  | 味の素 | 味精              | |
| 口座   | kháu-chō               | 口座   | 帳戶              | 主に台湾中部と南部で使用され、北部では「戶頭（hō͘-thâu）」が使用される。 |
| 出張   | chhut-tiuⁿ             | 出張   | 出差              | 主に年輩者が使用し、若者は「出差（chhut-chhai）」を使用する。 |
| 手形   | chhiú-hêng             | 手形   | 支票              | 主に台湾中部と南部で使用され、北部では「支票（chi-phiò）」が使用される。 |
| 注文   | chù-bûn                | 注文   | 訂購              | |
| 寄附   | kià-hù                 | 寄付   | 捐獻              | |
| 疏開   | so͘-khai                | 疎開   | 疏散              | |
| 案内   | àn-nāi                 | 案内   | 招待              | |
| 水道   | chúi-tō                | 水道   | 水管              | |
| 放送   | hòng-sàng              | 放送   | 廣播              | |
| 便所   | piān-só͘                | 便所   | 廁所              | |
| 郵便局 | iû-piān-kio̍k           | 郵便局 | 郵局              | 主に年輩者が使用し、若者は「郵局（iû-kio̍k）」を使用する。 |
| 病院   | pēⁿ-īⁿ                 | 病院   | 醫院              | |
| 注射   | chù-siā                | 注射   | 打針              | |
| 同窗   | tông-chhong            | 同窓   | 同學              | |
| 見本   | kiàn-pún               | 見本   | 樣品              | |
| 離緣   | lī-iân                 | 離縁   | 離婚              | |
| 人氣   | jîn-khì                | 人気   | 人氣              | |
| 野球   | iá-kiû                 | 野球   | 棒球              | |
| 飛行機 | poe-hêng-ki pe-hêng-ki | 飛行機 | 飛機              | |
| 自轉車 | chū-chóan-chhia        | 自転車 | 單車              | 主に台湾南部で使用され、中部と北部では「跤踏車（kha-ta̍h-chhia）」、北部では「孔明車（khóng-bêng-chhia）」が使用される。他にchū-lián-chhia（自輪車）、tōng-lián-chhia（動輪車）、to̍k-lián-chhia（獨輪車）、thih-bé（鐵馬）、tan-chhia（單車）などとも言う。 |
| 自動車 | chū-tōng-chhia         | 自動車 | 汽車              | |
| 萬年筆 | bān-liân-pit           | 万年筆 | 鋼筆              | |
| 大通   | tōa-thong              | 大通り | 大道              | |
| 風邪   | hong-siâ               | 風邪   | 感冒/傷風         | 主に台湾中部と南部で使用され、北部では「感冒（kám-mō͘）」が使用される。 |
| 酸素   | sng-sò͘                 | 酸素   | 氧氣              | |
| 辯護士 | piān-hō͘-sū             | 弁護士 | 律師              | 主に台湾中部と南部で使用され、北部では「律師（lu̍t-su）」が使用される。 |

#### 日本語のまま発音する語彙
| 台湾語      | 日本語         | 国語 （台湾華語）         | 備考                                                                           |
| ----------- | -------------- | ------------------------- | ------------------------------------------------------------------------------ |
| nó͘-lih      | 海苔           | 海苔                      |                                                                                |
| mí-so͘h      | 味噌           | 味噌                      |                                                                                |
| sú-sih      | 寿司           | 壽司                      |                                                                                |
| a-geh       | 揚げ（豆腐）   | 阿給/炸豆腐               | 新北市淡水区には淡水阿給という名物料理がある。                                 |
| o͘-lián      | おでん         | 關東煮                    | 蒲鉾を指す。                                                                   |
| oa-sá-bih   | ワサビ（山葵） | 山葵                      |                                                                                |
| sa-sí-mih   | 刺身           | 沙西米/生魚片             |                                                                                |
| thó͘-loh     | トロ           | 鮪魚肚                    |                                                                                |
| thá-khò     | タコ           | 章魚                      |                                                                                |
| khâng-páng  | 看板           | 招牌                      |                                                                                |
| bàng-gah    | 漫画           | 漫畫                      | 框仔冊とも呼ばれている。                                                       |
| lîn-jín     | ニンジン       | 胡蘿蔔                    |                                                                                |
| gô͘-bó       | ゴボウ         | 牛蒡                      |                                                                                |
| tò-sàng     | 父さん         | 多桑/父親                 | 台湾では戦前に日本の教育を受けた世代のことを「tò-sàng世代」という。            |
| khà-sàng    | 母さん         | 卡桑/母親                 |                                                                                |
| nì-sàng     | 兄さん         | 兄                        |                                                                                |
| ah-ní-khih  | 兄貴           | 老大                      |                                                                                |
| nè-sàng     | 姉さん         | 姐                        |                                                                                |
| o͘-jí-sáng   | おじさん       | 歐吉桑/老先生             | 日本語と言うと《じいじい》の感覚と近い。                                       |
| o͘-bá-sáng   | おばさん       | 歐巴桑/老太太             | 日本語と言うと《ババア》の感覚と近い。                                         |
| sang        | さん           | ～桑/先生                 |                                                                                |
| ùn-chiàng   | 運ちゃん       | 運將/司機                 | 台湾華語の会話でも使われる。日本語と異なり、親しみの意味を含んでいるのが大半。 |
| si-bí-loh   | 背広           | 西裝                      | スーツ全体を指すことも有り                                                     |
| jiù-jiuh    | ちょうちょ     | 領結                      | ちょうネクタイやリボンを指す。                                                 |
| jiak-kuh    | チャック       | 拉鍊                      | 線ファスナーのこと。日本の商品名に由来し、語源は巾着である。                   |
| kha-báng    | 鞄             | 皮包                      | リュックを指すことも有り。                                                     |
| mé-sih      | 名刺           | 名片                      |                                                                                |
| tha-thá-mih | 畳             | 榻榻米/疊蓆               |                                                                                |
| hi-nó͘-khih  | ヒノキ（檜）   | 檜木                      |                                                                                |
| hi-sá-sih   | 庇             | 遮陽板                    |                                                                                |
| khiû-khé    | 休憩           | 休息                      |                                                                                |
| âi-sá-tsuh  | 挨拶           | 招呼                      |                                                                                |
| ô-én        | 応援           | 加油支援                  | 主に台湾南部で使用され、北部では「捧場（phâng-tiûⁿ）」が使用される。           |
| hàng-khoh   | 反抗           | 還手                      |                                                                                |
| na-ká-sih   | 流し           | 那卡西/走唱               |                                                                                |
| khi-mó͘-chih | 気持ち         | 奇蒙子/心情（情緒，感覺） |                                                                                |
| si-á-geh    | 仕上げ         | 整修                      |                                                                                |
| bâi-kín     | バイ菌 (黴菌)  | 病菌                      |                                                                                |
| kan-sò      | 乾燥           | 真空處理                  |                                                                                |
| sàng-so͘h    | 酸素           | 氧氣                      |                                                                                |
| a-sá-lì     | あっさり       | 阿莎力/乾脆（做事）       |                                                                                |
| khá-tah     | 方             | 支坑（礦坑）              | 主に台湾北部、中部の鉱山で使用される。                                         |

#### 日本語を経由して伝わった外来語
| 台湾語                   | 日本語               | 国語 （台湾華語）              | 備考 |
| ------------------------ | -------------------- | ------------------------------ | --- |
| thiân-pú-lah             | 天ぷら               | 甜不辣/天婦羅                  | ポルトガル語の「tempero」                                                                                       |
| bak-khuh                 | バック               | 倒車/後                        | 英語の「back」                                                                                                  |
| sa̋-bì-sù                 | サービス             | 服務                           | 英語の「service」。此の発音は台湾閩南語ローマ字拼音方案で表記された。                                           |
| hò͘-sù-kóng               | ホース               | 水管                           | 英語の「hose」が由来であるが、語源はオランダ語の「hoos」である。最後の「kóng」は「管」を意味する。              |
| bu-lá-jiah               | ブラジャー           | 胸罩                           | 英語の「brassiere」が由来であるが、語源はフランス語の「brassière」である。                                      |
| a-lú-pài-to͘h             | アルバイト           | 打工                           | ドイツ語の「arbeit」                                                                                            |
| gá-suh                   | ガス                 | 瓦斯                           | オランダ語の「gas」                                                                                             |
| pháng                    | パン                 | 麵包                           | ポルトガル語の「pão」。「麭」、「紡」と漢字で書く場合もある。                                                   |
| siap-pháng siok-pháng    | 食パン               | 吐司麵包                       | 漢語の「食」とポルトガル語の「pão」の混成語。「俗麭」、「澀紡」と漢字で書く場合もある                           |
| sap-bûn soat-bûn         | シャボン             | 肥皂                           | ポルトガル語の「Sabão」。中国大陸の廈門・泉州・漳州地域にも同じ言葉があるので、日本語経由ではない可能性もある。 |
| san-tó͘-ìt-chih           | サンドイッチ         | 三明治                         | 英語の「sandwich」                                                                                              |
| khu-lì-muh               | クリーム             | 鮮奶油                         | 英語の「cream」、カスタードを指す。                                                                             |
| bá-tah                   | バター               | 奶油                           | 英語の「butter」                                                                                                |
| thô͘-má-toh               | トマト               | 番茄                           | 英語の「tomato」                                                                                                |
| khe-chiap-puh            | （トマト）ケチャップ | 番茄醬                         | 英語の「ketchup」が由来であるが、語源は閩南語の「鮭汁（kê-chiap、kôe-chiap）」である。                          |
| bih-luh                  | ビール               | 啤酒                           | オランダ語の「bier」                                                                                            |
| chio-kó͘-lè-to͘h           | チョコレート         | 巧克力                         | 英語の「chocolate」                                                                                             |
| o͘-tó͘-bái                 | オートバイ           | 機車                           | 英語の「auto bike」が由来であるが、和製英語である。                                                             |
| tho͘-lá-khuh              | トラック             | 卡車                           | 英語の「truck」                                                                                                 |
| han-tó-lù                | ハンドル             | 機車（腳踏車）手把或汽車方向盤 | 英語の「handle」                                                                                                |
| ian-jín                  | エンジン             | 引擎                           | 英語の「engine」                                                                                                |
| thài-iah                 | タイヤ               | 輪胎                           | 英語の「tire」                                                                                                  |
| lo͘-lài-bà                | ドライバー (工具)    | 螺絲起子                       | 英語の「driver（screwdriver）」                                                                                 |
| phiàn-chih               | ペンチ               | 鉗子                           | 英語の「pinch」（挟む）                                                                                         |
| siò-to͘h                  | ショート             | 短路                           | 英語の「short」、壊れたや全ての故障と不具合を指す。                                                             |
| không-kuh-lih            | コンクリート         | 混凝土                         | 英語の「concrete」、固い意味合いも含めている                                                                    |
| thài-luh                 | タイル               | 瓷磚                           | 英語の「tile」                                                                                                  |
| siat-chuh                | シャツ               | 襯衫                           | 英語の「shirt」                                                                                                 |
| jiàm-bah                 | ジャンパー           | 夾克                           | 英語の「jumper」                                                                                                |
| ne-kú-tái                | ネクタイ             | 領帶                           | 英語の「necktie」                                                                                               |
| lè-suh                   | レース（編み）       | 蕾絲                           | 英語の「lece」                                                                                                  |
| suh-lí-pah               | スリッパ             | 拖鞋                           | 英語の「slipper」                                                                                               |
| the-ní-suh               | テニス               | 網球                           | 英語の「tennis」                                                                                                |
| khâ-tén                  | カーテン             | 窗簾                           | 英語の「curtain」                                                                                               |
| ho͘-té-lù                 | ホテル               | 旅館                           | 英語の「hotel」                                                                                                 |
| gì-tah                   | ギター               | 吉他                           | 英語の「guitar」                                                                                                |
| phi-á-no͘h                | ピアノ               | 鋼琴                           | 英語の「piano」                                                                                                 |
| kha-mé-lah               | カメラ               | 相機                           | 英語の「camera」                                                                                                |
| la-jí-oh                 | ラジオ               | 收音機                         | 英語の「radio」                                                                                                 |
| mài-khuh                 | マイク               | 麥克風                         | 英語の「microphone」                                                                                            |
| lài-tah                  | ライター             | 打火機                         | 英語の「lighter」                                                                                               |
| set-to͘h                  | セット               | 髮型設計                       | 英語の「set」                                                                                                   |
| sài-suh                  | サイズ               | 尺寸                           | 英語の「size」                                                                                                  |
| phâ phâ-sén/ phâ-sèn-to͘h | パー/パーセント      | 百分比                         | 英語の「percent」                                                                                               |
| kho͘-í-siong              | コミッション         | 回扣                           | 英語の「commission」                                                                                            |
| khò-tah                  | クオータ             | 額度                           | 英語の「quota」、予算を指す。                                                                                   |
| ma-chih                  | マッチ（する）       | 要好                           | 英語の「match」、仲良しを指す。                                                                                 |
| kòng-ku                  | スカンク             | 落空                           | 英語の「skunk」。                                                                                               |

### “我々”を表す特別な代名詞: 阮 (góan) と咱 (lán)
台湾語では“我々”を表す2通りの代名詞がある。阮 (góan) はいわゆる「除外の一人称複数 （聞き手を含まない）」であり、咱 (lán) は「包括の一人称複数（聞き手を含む）」である。これは英語の、"Let's go!"（聞き手を含む : 咱[lán]で翻訳）と"Let us go!"（聞き手を含まない : 阮[góan]で翻訳）の関係に似ている。包括の咱 (lán) は、丁寧さや連帯感を表現する際に使われることがある。

### よく使われる言い回し
káⁿ--ê the̍h-khì-chia̍h「敢个提去食」 - 勇気のあるヤツが取って食べてしまう。蛮勇を奮ったものが勝つ。
tsia̍h-pá-bē「食飽未？」 - ご飯いっぱい食べたかの意味から変わり、挨拶言葉として使われてる。
o-ló iáu-bē suànn tiò tshiùnn tshīng-îng「讚美阿未散佇唱頌榮」 - 讃美が終わる前に称栄を歌い始まる。せっかちなどによる順番と秩序が乱れることを指す。

## 文法
台湾語の文法は中国南部の諸方言に似ており、客家語 や 広東語と親戚関係にある。語順は普通話のように「主語 動詞 目的語」が典型的だが、「主語 目的語 動詞」や 受動態（語順は「目的語 主語 動詞」）は不変化詞を伴うと可能である。例えば簡単な文「私は君を抱く」を例に取ろう。 含まれる語はgoá（「我」：“私”）、phō（「抱」：“抱く”）、lí（「汝」：“君”）である。

### 主語 動詞 目的語（標準的語順）
標準的語順の文はGoá phō lí（「我抱汝」："私は君を抱っこする"）となる。

### 主語kā目的語 動詞
ほぼ同じ意味で異なる語順の文は Goá kā lí phō「我共汝抱」である。多少 "I take you and hold" や "I get to you and hold"のような意味が含まれる。

### 目的語hō·主語 動詞（受動態）
そして、Lí hō· goá phō「汝予我抱」も同じ意味を表すが、受動態で"You allow yourself to be held by me" や "You make yourself available for my holding"のような意味を含む。

### まとめ
これを元により複雑な文を作ることができる。Goá kā chúi hō· lí lim（「我共水予汝啉」"I give water for you to drink": chúi「水」は "water"、lim 「啉」は"to drink"の意味）。この記事では、文法に関してごくわずかしか例を挙げることができない。台湾語の統語論についての言語学の研究は、いまだに検討を要する学問のトピックである。

## 文字と正書法
現在、台湾語の表記における正書法というものは存在しない。これまで多くの研究者によってさまざまな台湾語の表記方法が考案・改良されてきたが、正書法を定めるには至っていない。
中国語方言圏では歴史的に共通語としての文語が存在し、表記はその文語文が模範とされ、話し言葉としての中国語方言をそのまま表記するということはなかった。言文一致が定着した現在でも表記は普通話基調の口語文である。これは台湾でも同様であり、台湾語の話者が実生活において台湾語を表記する必然性はないのである。
台湾語の表記は主に研究・教育の目的で行なわれ、発音符号としての面が重視されたため、非漢字形態素をどう表記するかという問題よりも、台湾語の発音をいかに正確かつ明瞭に表記するかについて多く議論されてきた。近年は台湾語の地位向上により、台湾語の文書を意識的に作成するケースが見られ、純粋に正書法という観点で台湾語の表記法を模索する動きも見られるようになった。

### 漢字
台湾語を構成する形態素の大半は漢字形態素であり、基本的に台湾語を表記する文字は漢字である。しかし、語彙の項で前述したように、漢字でどう表記すべきかはっきりしない語があり、その場合は発音の似た漢字を借用して当て字としたり、意味の同じ字を訓読みしたり、新たに方言字を創作したりしたが、近年はローマ字で表記して漢字とローマ字の混ぜ書きを行なう試みもなされている。
方言字の例
| 台湾語 | 日本語                         | 国語 （台湾華語） | 読み               | よく使われる当て字         |
| ------ | ------------------------------ | ----------------- | ------------------ | -------------------------- |
| 𣍐     | できない                       | 不會              | bē/bōe             | 袂                         |
| 𠢕     | すごい、能力が良い             | 厲害的、能幹的    | gâu                | 賢、摮、爻、ガウ           |
| 𪜶     | 彼ら、彼らの                   | 他們、他們的      | in                 | 怹、イン                   |
| 𢓜     | また                           | 又、再            | koh                | 擱、閣、故                 |
| 𧟰     | 欲しくない                     | 不要              | boàih              | 無愛                       |
| 𫝺     | （液体を）吹きかける、手を振る | 噴灑、甩手        | hiù                | 灑、ヒュ                   |
| 𨑨迌   | 遊ぶ、弄ぶ                     | 玩耍、玩弄        | chhit-thô/thit-thô | 彳亍、佚陶、七逃、チットウ |

### ラテン文字
台湾語をラテン文字（ローマ字）でどのように表記するかについてはこれまで様々な方法が考案され、現在でも更なる改良が進んでいる。台湾語のローマ字表記法の中で最も代表的なのは白話字（Pe̍h-ōe-jī, POJ）である（「教会ローマ字」とも呼ばれている）。白話字は長老派教会宣教師によって考案され、後に台湾基督長老教会によって改良された。この表記法は19世紀後半以降、台湾語の表記に積極的に用いられた。閩南語版ウィキペディアもこの白話字で表記されている。
白話字で用いる伝統的な文字は以下の通りである：
a b ch chh e g h i j k kh l m n ng o o. p ph s t th (ts) u
現在は使われていないtsを含めて、全部で24種類である（tsは現在のchのうち、後に母音のiが立たない場合に用いられていた）。これらに加えて、鼻音を表す n（上添字のn、大文字のNで表記することもある）および声調符号を付記する。
白話字以外のローマ文字ベースの表記法としては、TLPA (Taiwanese Language Phonetic Alphabet) 、通用拼音、TMSS (Taiwanese Modern Spelling System) なども提唱されたが、普及には至らなかった。中華民国教育部は2006年、白話字に従った台湾語ローマ字方案 (The Taiwanese Romanization System) を公布し、教育の場での普及と白話字の置き換えを進めている。

### 仮名文字・日本語
日本統治時代には台湾総督府によって台湾語の発音を片仮名（台湾語仮名）で付記することが試みられた。そのため現在も少数ながら、仮名文字を採用しようとする意見が存在している。また、高砂族や本省人の高齢者の中には日本語を母語とする者が存在する。

### 注音符号
普通話のために考案された注音符号を拡張して、台湾語の音声を表記できるようにする方法も考案されている。

### 言語コード
閩南語のIETF言語タグの言語サブタグとしてnanが登録されている。台湾語には固有の言語サブタグが登録されていないが、言語サブタグと地域サブタグを合わせることで、台湾語をnan-TWと表現することができる。
以前は閩南語の言語タグとしてzh-min-nanが使われていた。これは古い仕様であるRFC 3066に基づいた言語タグであり、現行のRFC 5646でも互換性のため妥当な言語タグであるが、2009年7月29日より非推奨となった。

### Unicode問題
前述したように、既存の漢字で表記するのが困難な台湾語を、任意に創作した漢字で表記することがある。こうした文字はUnicode（およびそれに対応するISO/IEC 10646: 国際符号化文字集合）には収録されていないので、コンピュータ処理するときに問題が生じる。
白話字の場合は、声調符号を含め、ほとんど問題なくUnicodeで表記できる。2004年6月以前は、口を広く開ける母音o（oの右上に点を付けて表現する）がエンコードされていなかった。回避策として、中点 (· U+00B7) を使うか、組み合わせ文字の上点 ( ̇ U+0307) を使っていた。現在、前者は閩南語版ウィキペディアの表記において使われている。これらは理想からは程遠いので、1997年からISO-IEC 10646を担当するISO/IECワーキンググループ (ISO/IEC JTC 1/SC 2/WG2) に対し、新しい組み合わせ文字・上右点をエンコードするよう提案され、現在 COMBINING DOT ABOVE RIGHT ( ͘ U+0358) として正式に割り当てられている。対応フォントは「BabelStone Han」など。
台湾語の表記に必要な拡張注音符号も1999年にUnicode 3.0で Bopomofo Extended にU+31A0からU+31B7としてエンコードされた。2010年のUnicode 6.0でU+31B8からU+31BAまで3文字、2020年のUnicode 13.0でU+31BBからU+31BFまで5文字追加された。フォントの普及はこれからである。
| U+   | 0  | 1  | 2  | 3  | 4  | 5  | 6  | 7  | 8  | 9  | A  | B  | C  | D  | E  | F  |
| ---- | -- | -- | -- | -- | -- | -- | -- | -- | -- | -- | -- | -- | -- | -- | -- | -- |
| 31A0 | ㆠ | ㆡ | ㆢ | ㆣ | ㆤ | ㆥ | ㆦ | ㆧ | ㆨ | ㆩ | ㆪ | ㆫ | ㆬ | ㆭ | ㆮ | ㆯ |
| 31B0 | ㆰ | ㆱ | ㆲ | ㆳ | ㆴ | ㆵ | ㆶ | ㆷ | ㆸ | ㆹ | ㆺ | ㆻ | ㆼ | ㆽ | ㆾ | ㆿ |

## 社会言語学的側面

### 地域によるバリエーション
大まかに区分すると、台湾語には高雄方言、台北方言、中部海岸に典型的に見られる海口（ハイカウ）諸方言、北部（北東）沿岸方言（特に宜蘭県の宜蘭方言）、鼻音が重い台南方言（特に台南市中心部、元台南省轄市）などのバリエーションが存在する。制度化されていないこともあって、今のところ「標準的な台湾語」というものは存在しないが、強いて言えば、歴史的に古く、台湾語も日常的に優勢な高雄方言が、事実上の標準の地位を占めつつある。また、台東で使われている方言は、音韻体系からいって白話字に最も近い。台北方言の一部は第八声がないことと、一部の母音に交換が起こること（例えば「i」と「u」、「e」と「oe」）が特徴である。台中方言は「i」と「u」の中間の母音があり、これを「ö」で表記することがある。宜蘭方言は母音「ng」が'uiN'に変化することが特徴である。
| 泉州訛り                                                     |
| ------------------------------------------------------------ |
| 鹿港                                                         |
| 澎湖、台西、大甲-布袋の海沿い地域（海口方言）                |
| 台北盆地、新竹市付近（第二優勢方言、海口訛り。同安語と類似） |
| 嘉義-高雄周辺、台東（最優勢方言、廈門語と類似）              |
| 台中盆地、彰化-雲林の内陸部、北桃園（内埔方言）              |
| 宜蘭                                                         |
| 漳州訛り                                                     |

### 流暢さ
台湾人の大部分は、人によってその流暢さに大きな違いがあるものの、北京語と台湾語の両方を使用することができる。そのどちらを用いるかは状況によって異なるが、一般には公式の場では北京語を、非公式の場では台湾語を用いている。
台湾語は基本的には日常的に台湾すべての地域で話されているが、北京語が特に台北のような都市部でより多く用いられているのに対し、台湾語は地方部、特に中南部の地方でより好まれる傾向にある。また年齢層別に見た場合では、老年層が台湾語を、若年層が北京語をそれぞれより多く用いる傾向に有る。

### 特有の芸術形式
七字仔 (Chhit-jī-á) は各行が七言からなる詩格である。
また、「歌仔戯 (koa-á-hì)（台湾オペラ）」という台湾語で表現するミュージカルもあり、多くの歴史の物語が台本化されている。
布袋戯（pò·-tē-hì,「台湾人形劇」）という人形劇もある。布袋戯は子供だけではなく大人も見る人形劇として有名で、台湾では日本の文楽のような存在とも言えよう。1970年代にテレビでドラマのように毎日放送され、97%の視聴率を記録した。国民の過熱を緩和するため放送禁止される事態となった。今もケーブルテレビ専門のチャンネルがあり、毎日一日中放送している。2000年頃に映画「聖石伝説」も製作され、日本でも日本版が販売されている。
また、ポピュラー音楽においても台湾語で歌う曲が多数製作されているが、主に中国語の書き言葉を広東語読みで作詞した香港ポップスと異なり、閩南語の口語の言葉と文法で作詞した曲がほとんどである。

### 概念化と歴史
18世紀から19世紀の台湾では、戦乱が続き人心は乱れた。政府（中国および日本）に対する蜂起に加え、分類械闘と呼ばれる民族同士の戦いも多かった。通常、交戦国は、使っている言語ごとに同盟を組んだ。歴史上、客家語と台湾語を使う民族との間、それらと台湾原住民との間、さらに泉州弁を使う民族と漳州弁を使う民族との間の戦いがあったと記されている。
その後20世紀になってから、台湾語の概念化は、ほとんどの中国語のどの変種よりも大きな物議をかもした。というのも、1949年に台湾に来た外省人と、既に台湾にいた大部分の台湾人（本省人）の間に明確な差が見られたからである。これら2つのグループ間における政治的、言語的な溝はほとんど埋まったにもかかわらず、台湾語に関する政治的問題は、他の中国語の変種にかかる問題よりも、大きな議論となり、また微妙な問題となった。
台湾語の歴史と、標準中国語である北方語（北京語、Mandarin）との相互関係は複雑で、常に議論の的になっている。台湾語をどう呼ぶかという呼称すらも議論の対象となっている。南福建系の一部の台湾人が自らを台湾人、台湾語と呼ぶ場合、原住民や客家など他の民族から、北京語、客家語、台湾原住民族語などのその他の言語の存在を過小評価する排外主義として、反対している。そういう人たちの多くは、これを中国福建省で使われる言語の変種であるする観点から、閩南語、または福建語 (Hokkien) という呼称の方が良いと主張する。しかし、福建省では客家語やショー語など異なる言語も存在するので、閩南語という呼称もまた福建省の多様性を無視するものとなっている。一方で、台湾は中国ではないとする観点から、閩南語、福建語という呼称は適切ではないとして、また台湾の他の言語集団にも配慮して、より中立的な名称としてホーロー語、あるいは台湾ホーロー語と呼ぶことが増えている。

### 政治
中国国民党政権は、北京官話（北京語）を「国語」と呼んで、公用語としていたため、1980年代までは、学校での台湾語使用を禁止、あるいは媒体での台湾語の放送の量を制限していた。本省人の若者の間で台湾語よりも「国語」（北京官話）が支配的になっている理由としては教育やこれらの国策の影響がある。ただし現在のところ、台湾南部では、まだまだ民間社会のL領域（非公式な場）においては台湾語による会話の方が「国語」より優勢である。
教育においては相変わらず国語（北京官話）が支配的だが、台湾語、客家語、または原住民族の言語の教育が必要だとの声が次第に高まってきている。
北京語ではなく台湾語を使うということは、国民党独裁体制への抵抗や台湾独立運動の一環として始まったが、民主化が定着しつつある現在では政治と言語のつながりはかつてほど強くはない。民進党陣営や独立派にとっても国民党陣営にとっても、台湾の政治において、北京語と台湾語の並行使用は、既に当たり前の現実になっているためである。
たとえば、外省人である宋楚瑜は、国民党の要職に就いた当初、メディアコントロールの責任者（新聞局長）を務め、台湾語をはじめとする母語の使用を制限していた。しかし1980年代の民主化以降は、半公式的な場で台湾語を積極的に使おうとする最初の外省人政治家となった。彼を皮切りに、母語話者でなく、台湾独立に反対する政治家も、台湾語を頻繁に使うケースが続々と現れた。
逆に、台湾本土派の政治家でも、現在では公的な場で北京語を用いることも少なくない。たとえば、陳水扁前中華民国総統は、就任式や外国からの接客といった公的な場では北京語を用いることも多かった。しかし、公的な場面でも選挙戦や民進党関係の集会では台湾語を多用し、新年のあいさつのような非公式あるいは親密さを表す場では台湾語をよく用いていた。
現在では、外省人の二世、三世でも、母語並みに台湾語を操る人も増えている。また、日本統治時代以前から、台湾語が台湾社会で人口で優勢だったこともあって、台湾語を母語としない客家人の間でも、商売の必要性などから台湾語が流暢な者も多かった。逆に現在ではホーロー人であっても、都市中産層出身の場合は台湾語が下手な人も増えている。つまり、「台湾語はホーロー人の言語で、北京語は外省人の言語」などといった言語とエスニックグループの関連付けも崩れつつある。
しかしながら、このように台湾社会の現実では、エスニックグループに関係なく、いろんな言語を混在して使うケースが増えているにもかかわらず、台湾語と北京語の間の関係については、いまだに政治的な対立点にもなっている。
2024年に発足した頼清徳政権は現在行っている「閩南語能力検定試験」を「台湾・台湾語能力検定試験」に変更する計画を発表した。閩南語と台湾語は基本的に同じであるが借用語に違いがあり正確には別言語である。民族主義政治姿勢によって言語の名称を変更を試みる行為を野党側は「アメリカ人が英語をアメリカ語と呼ぶようなものでありルーツを否定する行為に他ならない」と非難するなど、クロアチア語・セルビア語やマレー語・インドネシア語に代表される方言の論争を引き起こした。

## 話者
2020年時点では、台湾の6歳以上のうち86.0%の人々が使用及び理解出来る。これは国語の96.8%に次ぐ数字である。一方で第一母語としての使用は31.7%で、国語の66.3%の半分ほどである。

## その他の意味

### 中華民国国語
台湾語という言葉が、誤って北京官話（マンダリン）系の言語のことを指して使われることもある。現在の多くの言語学者が、この北京官話系の台湾方言のことを台湾国語と呼んでいるほか、台湾華語という呼び名も台湾の留学生向け語学教育機関を中心に使われている。
中華民国国語は、中華民国（台湾の政府）の事実上の公式言語であり、台湾人の約9割が流暢に話すことができる。ただ、国語は、語彙、文法および発音において、中華人民共和国の（普通話）とはいくぶん異なる。その違いは、イギリス英語とアメリカ英語の違いと同程度のものである。特に1949年以降に発明されたり普及したものについては語彙が異なることが多い（例:バス（普通話: 公交车、台湾: 公車 ）、光ディスク（普通話: 光盘、台湾: 光碟））。

### 台湾語
台湾で普及しているまたは台湾特有の全ての言語を包括して台湾語と呼ぶべきだと提唱している人もいる。つまり、ここでの台湾語とは客家語やオーストロネシア語族に属する先住民語などが含まれる。